# Old Radnor

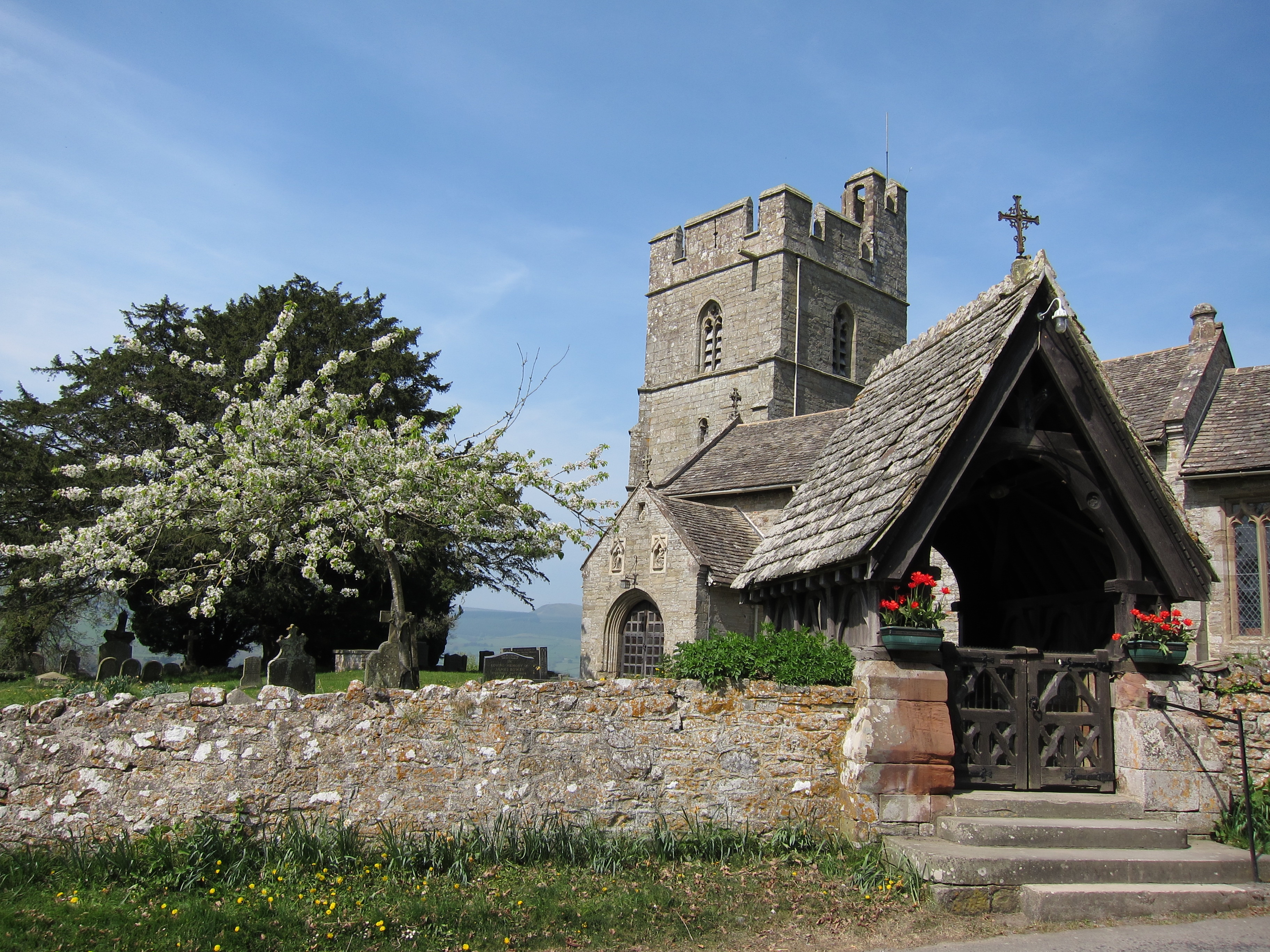
La Iglesia Vieja de San Stefano en Old Radnor.

Su nombre galés, Pencraig, significa <<Cabeza de Roca>>.
Old Radnor era la capital del condado antiguo de Radnorshire pero fue reemplazado en la Edad Media por New Radnor, que está más al oeste. New, en el idioma inglés, significa <<Nuevo>> mientras Old significa <<Viejo>>. Sin embargo, los nombres galeses de New Radnor y Old Radnor son diferentes.